# Grängshytteforsarna
Grängshytteforsarna är ett naturreservat i Hällefors kommun i Örebro län, (Västmanland). Forsarna, som är en av länets längsta forssträckor på tre kilometer, börjar i Grängshyttan som har anor sedan mitten av 1400-talet. Hyttan lades ned i slutet av 1800-talet. Flera vackra bergsmansgårdar, en rivningshotad kvarn samt en gammal stenvalvsbro minner om den tid då järnhanteringen hade stor betydelse för landet.  Forsarna utgör den första delen av Rastälven, som utgör utlopp från bland annat Stora och Lilla Grängen.

## Galleri

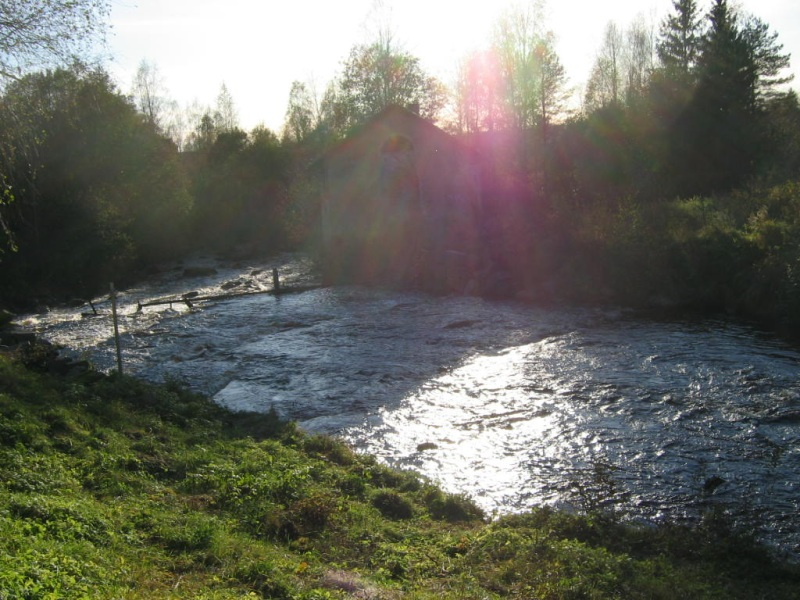
Grängshytteforsarna
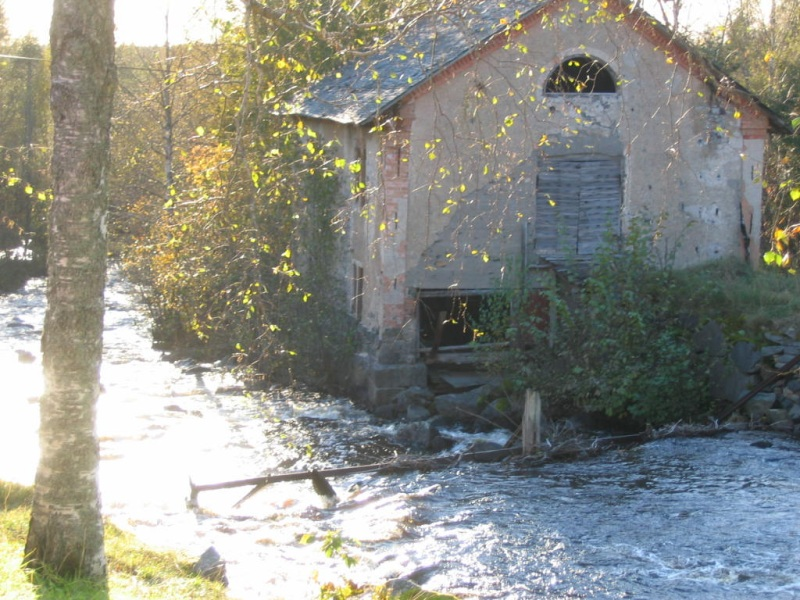
Grängshytteforsarna
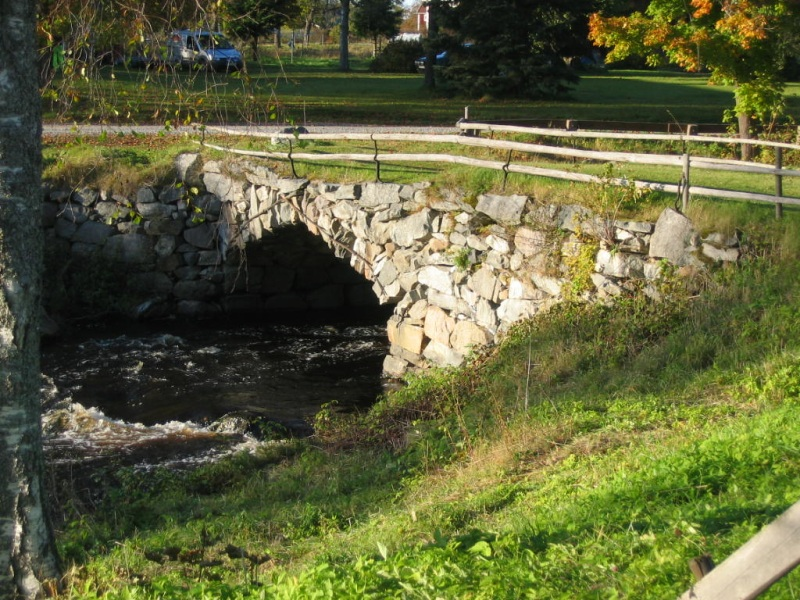
Stenvalvsbro